# بن کینگزلی
سِر بن کینگزلی (به انگلیسی: Sir Ben Kingsley)، (زادهٔ ۳۱ دسامبر ۱۹۴۳) بازیگر انگلیسی برنده جایزه اسکار است. او از سال ۱۹۶۶ تاکنون مشغول بازیگری بوده‌است.

## اوایل زندگی
با نام کریشنا پاندیت باهنجی در ۳۱ دسامبر ۱۹۴۳ در اسننتون، شمال یورکشایر زاده شد، مادرش بازیگر و مدل آنا لینا ماری (نیوز گودمن؛ ۲۰۱۰–۱۹۱۴) وپدرش دکتر رحیم الله هارجی بانجی (۱۹۱۴–۱۹۶۸) بود. پدر وی در منطقه حفاظت شده آفریقای شرقی (که بعداً در سال ۱۹۲۰ به مستعمره و حمایت از کنیا تبدیل شد) زاده شد وهندی بود. پدربزرگ پدری وی یک تاجر موفق ادویه بود که از هندوستان به سلطنت زنگبار نقل مکان کرده بود، جایی که پدر کینگزلی در آنجا زندگی می‌کرد تا اینکه در سن ۱۴ سالگی به انگلیس نقل مکان کرد. کینگزلی در پندلبوری، لنکاوی بزرگ شد و در مدرسه گرامر منچستر تحصیل کرد.

## ازدواج و خانواده
بن کینگزلی چهار بار ازدواج کرده صاحب چهار فرزند است. توماس بانجی و جاسمین بانجی، از همسر اولش آنجلا مورانت (به انگلیسی: Angela Morant) و ادموند کینگزلی و فردیناند کینگزلی، از همسر دومش آلیسون سادکلیف (به انگلیسی: Alison Sutcliffe). او در سال ۲۰۰۵ پس از مشاهده عکسهایی از بوسیدن همسر سومش الکساندرا کریستمن (به انگلیسی: Alexandra Christmann) توسط مردی در اینترنت، از او جدا شد. در ۳ سپتامبر ۲۰۰۷، کینگزلی برای چهارمین بار با بازیگر برزیلی دانیلا لاوندر (به انگلیسی: Daniela Lavender) ازدواج کرد.

## جوایز
او با بیش از ۵۰ سال سابقه در حرفه بازیگری، نامزد و برنده جوایز بیشماری بوده‌است. ازجمله چهار بار نامزدی و یکبار دریافت جایزه اسکار برای فیلم گاندی، یک جایزه گرمی ، دو  جایزه گلدن گلوب و یک جایزه بفتا.
کینگزلی به دلیل بازیگری در نقش مهاتما گاندی در فیلم گاندی در سال ۱۹۸۲ بیشتر شناخته شده‌است که در ۵۵مین دوره جوایز اسکار موفق به دریافت آن شد. مطابق کتاب رکوردهای گینس حضور نزدیک به ۳۳۰٬۰۰۰ سیاهی لشکر در سکانس مراسم تشییع در این فیلم، بیشترین تعداد افراد حاضر در یک فیلم بوده‌است.
کینگزلی در سال ۲۰۰۲ به پاس یک عمر فعالیت در عرصه سینما و صنعت فیلم بریتانیا موفق به اخذ نشان شوالیه (به انگلیسی: Sir) از سوی ملکه انگلیس گردید. همچنین در سال ۲۰۱۰ در پیاده‌رو مشاهیر هالیوود ستاره ای به وی اعطاء گردید. در سال ۲۰۱۳ او موفق به دریافت جایزه بفتا گردید.

## گزیدهٔ نقش‌آفرینی‌ها
فهرست برخی از فیلم‌هایی که بن کینگزلی در آن‌ها به ایفای نقش پرداخته‌است:
- خیابان کورونیشن-۱۹۶۶
- دادگاه جزا-۱۹۷۶
- گاندی-۱۹۸۲
- خیانت-۱۹۸۳
- آکسبریج بلوز-۱۹۸۴
- کمیل-۱۹۸۴
- حرمسرا-۱۹۸۵
- خاطرات لاک‌پشت-۱۹۸۵
- سایلس مارنر-۱۹۸۵
- بدون سرنخ-۱۹۸۸
- راز صحرا - ۱۹۸۸
- جزیره پاسکالی-۱۹۸۸
- جریان پس‌رو-۱۹۸۹
- میمون پنجم-۱۹۹۰
- یک زندگی خشن-۱۹۹۰
- کودکان-۱۹۹۰
- عشق ضروری-۱۹۹۱
- باگزی-۱۹۹۱
- شیادان-۱۹۹۲
- در جستجوی بابی فیشر-۱۹۹۳
- فهرست شیندلر-۱۹۹۳
- دیو-۱۹۹۳
- مرگ و دوشیزه-۱۹۹۴
- یوسف-۱۹۹۵
- گونه-۱۹۹۵
- موسی-۱۹۹۵
- شب دوازدهم-۱۹۹۶
- وظیفه-۱۹۹۷
- عکاسی از پریان-۱۹۹۷
- جنایت و مکافات-۱۹۹۸
- عکس جدایی-۱۹۹۹
- اعتراف-۱۹۹۹
- آلیس در سرزمین عجایب-۱۹۹۹
- شما اهل کدام سیاره هستید؟-۲۰۰۰
- مقررات درگیری-۲۰۰۰
- اسلام: امپراتوری ایمان-۲۰۰۰
- جانور سکسی-۲۰۰۰
- آنه فرانک: تمام داستان-۲۰۰۱
- هوش مصنوعی-۲۰۰۱
- تاک ابدی-۲۰۰۲
- خانه ترسناک۲۰۰۲
- خانه‌ای از شن و مه-۲۰۰۳
- مظنون شماره صفر-۲۰۰۴
- مرغ افسانه‌ای-۲۰۰۴
- خون رینی-۲۰۰۵
- آوای تندر-۲۰۰۵
- الیور توئیست-۲۰۰۵
- شماره شانس اسلوین-۲۰۰۶
- تو منو کشتی-۲۰۰۷
- ده فرمان-۲۰۰۷
- آخرین لژیون-۲۰۰۷
- حواس‌پرتی-۲۰۰۸
- کودکان-۲۰۰۸
- پنجاه مُردهٔ متحرک-۲۰۰۸
- استاد عشق-۲۰۰۸
- جنگ، شرکت-۲۰۰۸
- شعر سوگ-۲۰۰۸
- قطار سیبری-۲۰۰۸
- آقای هیچ‌کس-۲۰۰۹
- شاهزاده ایران-۲۰۱۰
- جزیره شاتر-۲۰۱۰
- سه کارت-۲۰۱۰
- هوگو-۲۰۱۱
- دیکتاتور-۲۰۱۲
- یک درمان-۲۰۱۲
- یک مرد معمولی-۲۰۱۳
- راهنمای پرنده برای همه‌چیز-۲۰۱۳
- پزشک-۲۰۱۳
- بازی اندر-۲۰۱۳
- مرد آهنی ۳-۲۰۱۳
- غول‌های پاکتی-۲۰۱۴
- شب در موزه: راز مقبره-۲۰۱۴
- تیمارستان استون‌هیرست-۲۰۱۴
- قدم‌زدن با دشمن-۲۰۱۴
- داستان جنگ-۲۰۱۴
- اربابان آهنین-۲۰۱۴
- خروج: خدایان و پادشاهان-۲۰۱۴
- درود برتو پادشاه-۲۰۱۴
- بیخود از خود-۲۰۱۵
- بند باز-۲۰۱۵
- زندگی-۲۰۱۵
- آموزش رانندگی-۲۰۱۵
- شوالیه جام‌ها-۲۰۱۵
- وحدت-۲۰۱۵
- قلب اژدها ۳: نفرین جادوگر-۲۰۱۵
- توت-۲۰۱۵
- کتاب جنگل-۲۰۱۶
- برخورد-۲۰۱۶
- ماشین جنگ-۲۰۱۷
- یک مرد معمولی-۲۰۱۷
- ستوان عثمانی-۲۰۱۷
- امنیت-۲۰۱۷
- از پشت خنجر زدن برای تازه‌کارها-۲۰۱۸
- عملیات نهایی-۲۰۱۸
- فتنه: درگذشت یک نویسنده-۲۰۱۸
- شکارچی شب-۲۰۱۸
- واترشیپ دون-۲۰۱۸
- عنکبوت در تار-۲۰۱۹
- میعادگاه غوطه ور دریای سرخ-۲۰۱۹
- قرنطینه-۲۰۲۱
- شانگ چی و افسانه ده حلقه-۲۰۲۱
- دالی‌لند-۲۰۲۲
- داستان شگفت‌انگیز هنری شوگر-۲۰۲۳
- جولز-۲۰۲۳
- ویلیام تل-۲۰۲۴

## جوایز و افتخارات
- نامزد بفتای بهترین بازیگر مکمل مرد برای فیلم فهرست شیندلر
- اسکار بازیگر نقش اول برای فیلم گاندی